# 羅爾 (印地安納州)
羅爾（英語：Roll）是位於美國印地安納州布萊克福德縣的一個非建制地區。該地的面積和人口皆未知。

## 地理
羅爾的座標為40°33′08″N 85°23′25″W / 40.55222°N 85.39028°W，而該地的平均海拔高度為267米（即876英尺）。